# Epiplema demptaria
Epiplema demptaria är en fjärilsart som beskrevs av Walker 1862. Epiplema demptaria ingår i släktet Epiplema och familjen Uraniidae. Inga underarter finns listade i Catalogue of Life.